# Оленёк обыкновенный
Оленёк обыкновенный (лат. Dorcus parallelipipedus) — жук семейства рогачей. 

## Описание

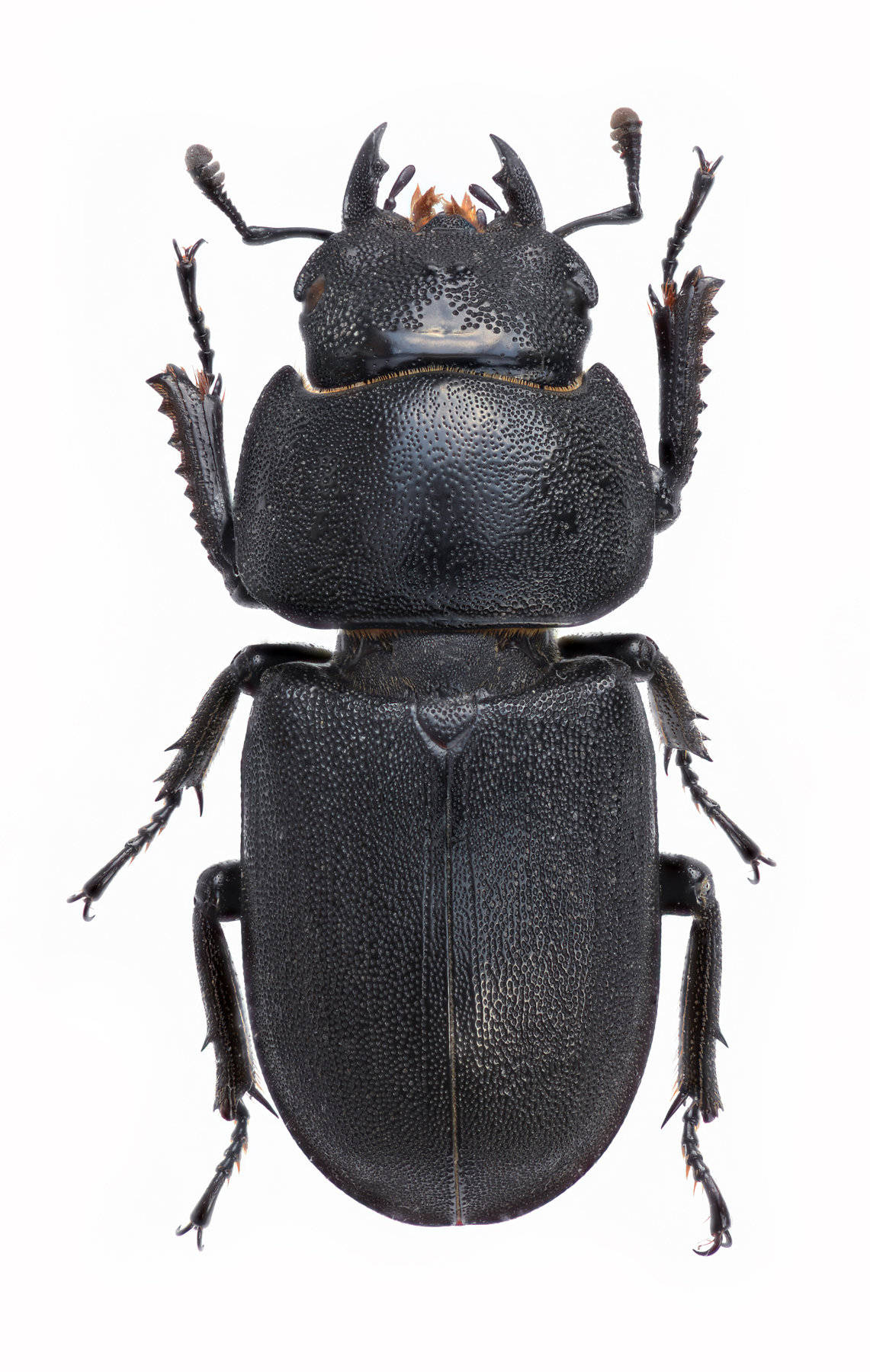
Самка

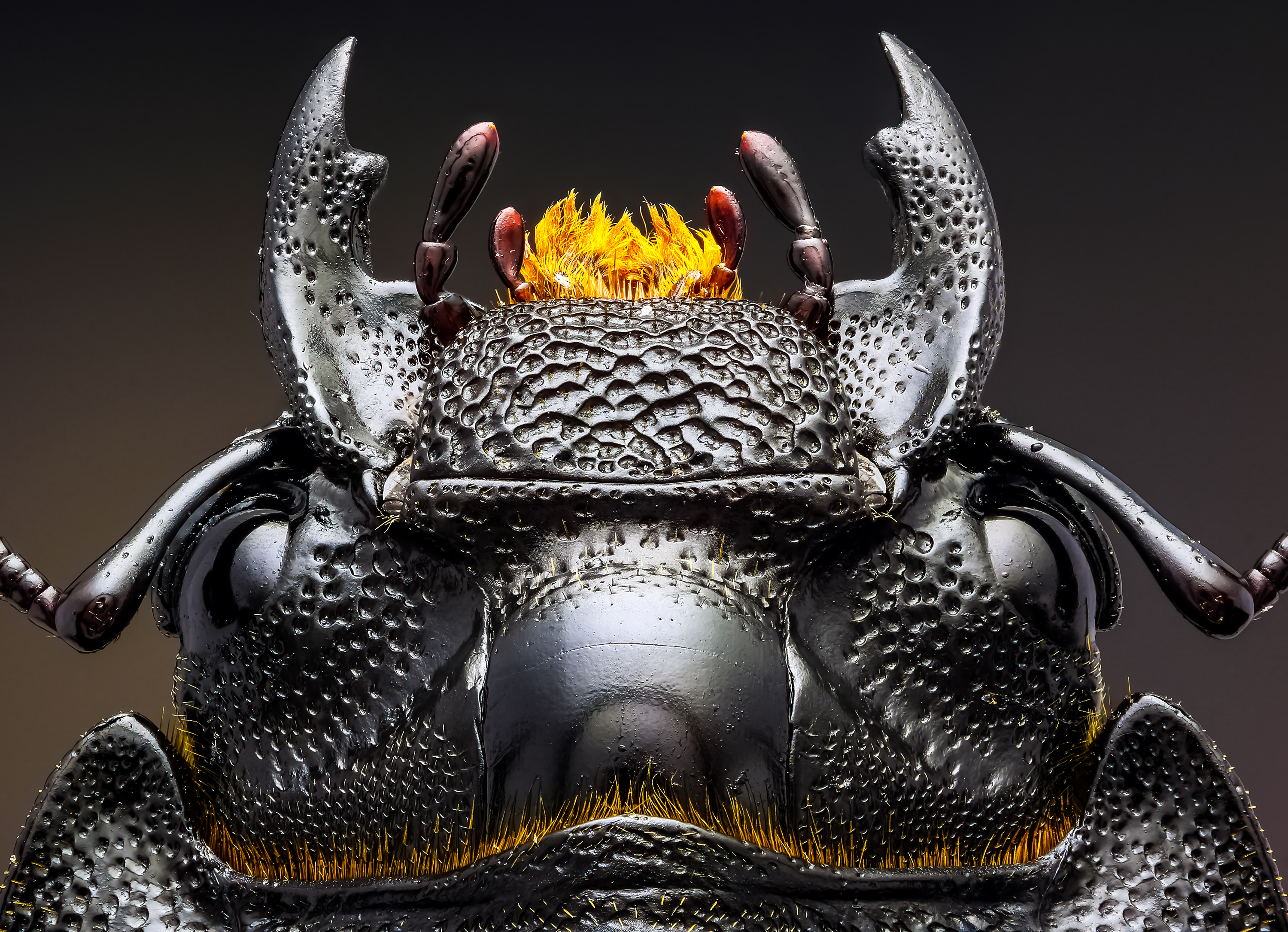
Голова самки

Самец длиной от 22 до 32 мм с мандибулами, а без — от 19 до 26 мм; самка длиной от 16 до 23 мм.  Глаза почти полностью разделены щечными выступами. Булава усиков 4-члениковая. Передние голени сверху с продольными килями или бороздками. Верхние челюсти самцов лишь незначительно длиннее, чем у самки. Окраска тела однотонная, чёрная.

## Ареал
Широко распространен в Европе, Северо-Западной Африке, на Кавказе и в Западной Азии. На северо-востоке ареал доходит до реки Урал, где, очевидно, вид уже очень редок.
Южная граница ареала проходит по берегу Чёрного моря Крыму и Кавказу, захватывает Турцию, Северный Иран, Марокко. В Татарстане встречается по всей территории региона, также обитал в Волго-Камской пойме до образования Куйбышевского водохранилища.
Из Казахстана после обнаружения в 1914 году сведений о находках вида не поступало.

## Экология и местообитания
Встречается повсеместно в лесной зоне, в степях приурочен также к системе лесополос. Обитает в смешанных и широколиственных лесах. Время лёта — IV—X месяцы. Жуки встречаются на коре деревьев, в трухлявых пнях и дуплах.

## Размножение
Личинки развиваются в мертвой и гниющей древесине дуба (Quercus), вяза (Ulmus), бука, реже — клёна (Acer), тополя (Populus), липы (Tilia), березы (Betula) и осины (Populus). Максимальная длина личинки до 58 мм. Голова с 2 почти правильными рядами щетинок на темени. Мандибулы гладкие.

## Охрана
Охраняется в Латвии (включен во 2-ю категорию), Швеции (включен во 2-ю категорию). Занесён в Красную книгу Казахстана.